# Rąpice (gromada)
Rąpice – dawna gromada, czyli najmniejsza jednostka podziału terytorialnego Polskiej Rzeczypospolitej Ludowej w latach 1954–1972.
Gromady, z gromadzkimi radami narodowymi (GRN) jako organami władzy najniższego stopnia na wsi, funkcjonowały od reformy reorganizującej administrację wiejską przeprowadzonej jesienią 1954 do momentu ich zniesienia z dniem 1 stycznia 1973, tym samym wypierając organizację gminną w latach 1954–1972.
Gromadę Rąpice z siedzibą GRN w Rąpicach utworzono – jako jedną z 8759 gromad na obszarze Polski – w powiecie rzepińskim w woj. zielonogórskim na mocy uchwały nr V/20/54 WRN w Zielonej Górze z dnia 5 października 1954. W skład jednostki weszły obszary dotychczasowych gromad Rąpice, Krzesin, Kłopot i Mielesznica ze zniesionej gminy Cybinka w tymże powiecie oraz obszar dotychczasowej gromady Szydłów ze zniesionej gminy Wałowice w powiecie gubińskim w tymże województwie. Dla gromady ustalono 9 członków gromadzkiej rady narodowej.
1 stycznia 1959 powiat rzepiński przemianowano na słubicki.
Gromada przetrwała do końca 1972 roku, czyli do kolejnej reformy gminnej.